# Bösingen
Bösingen település Németországban, azon belül Baden-Württembergben. Lakosainak száma 3411 fő (2023. december 31.). Bösingen Dunningen, Schramberg, Oberndorf am Neckar, Epfendorf, Villingendorf és Rottweil községekkel határos.

## Népesség
A település népessége az elmúlt években az alábbi módon változott:
| Lakosok száma | 2447 | 3364 | 3323 | 3321 | 3361 | 3394 | 3411 |
|               | 1975 | 2014 | 2017 | 2019 | 2021 | 2022 | 2023 |